# The Truth About Killer Dinosaurs
The Truth About Killer Dinosaurs (La veritat sobre els dinosaures assassins) és un documental en dues parts de la BBC presentat per Bill Oddie, en el qual un grup de científics posa a prova la resistència de les armes dels dinosaures fent servir la biomecànica. El primer episodi determina el guanyador en una batalla entre el Tyrannosaurus i el Triceratops, i el segon compara la resistència d'un ancilosaure i un Velociraptor. Es va emetre a la BBC 1 l'agost i setembre del 2005. Als Estats Units aquest programa,The Truth About Killer Dinosaurs va rebre el nom de Dinosaur Face-Off.
En el programa es mostra que les ferides en el cap del Triceratops indiquen que havia estat atacat, encara viu, per un Tyrannosaurus rex.